# El lleó famolenc es llança sobre l'antílop
El lleó famolenc es llança sobre l'antílop (francès: Li lion ayant faim es jette sud l'antilope) és una pintura a l'oli sobre llenç realitzada en 1905 pel pintor francès Henri Rousseau. Després d'Explorador atacat per un tigre de l'any anterior, El lleó famolenc  va ser el segon quadre de selva que va marcar la volta de Rousseau a aquest gènere després d'una pausa de 10 anys causada per la mala rebuda general al seu quadre de 1891, Tigre en una tempesta tropical.
Es caracteritza per una aparent representació realista, gairebé infantil o naíf, de les formes que va despertar simpaties entre l'avantguarda artística de l'època, assentada en aquells dies a París. Destaca el seu gust pels temes exòtics o els viatges que, curiosament, mai va realitzar, pels paisatges o l'exuberant vegetació, i pel retrat de personatges oriünds de llunyanes colònies o els temes costumistes de la societat francesa.
El lleó i l'antílop han estat situats amb precisió al centre, envoltats d'altres animals que observen l'espectacle violent que se'ls ofereix. A la dreta, la pantera sembla esperar el seu torn amb ansietat mentre l'òliba, amb el seu plomatge decorat amb els punts blancs que la caracteritzen, sembla no estar interessada en l'escena. A l'esquerra, semioculta, una criatura híbrida, gran i peluda (ós, ocell o mico) amb un pal en la seva pota. Rousseau va basar el parell central d'animals en un diorama d'animals disecados en el Museu Nacional d'Història Natural de França a París, titulat León senegalès devorant un antílop.
El primer quadre de Rousseau sobre la selva, Tigre en una tempesta tropical, va ser rebutjat per l'Acadèmia Reial de Pintura i Escultura per al seu Saló de París oficial, però ho va exposar en el Saló dels Independents de 1891. Malgrat la seva reputació creixent, Rousseau va continuar exposant les seves obres en el Saló dels Independents, però León famolenc també va ser exposat en una altra exposició, el Saló de tardor, en 1905, amb obres de Matisse i Derain.
La revista L'Illustration va publicar una còpia del quadre en la seva edició del 4 de novembre de 1905, amb obres de Matisse, Derain, Cézanne i Vuillard.
Les obres avantguardistes exposades en el Saló de tardor de 1905 van ser condemnades pel crític d'art Louis Vauxcelles com Donatello entre les bèsties salvatges, contrastant els quadres amb una escultura del Renaixement a la mateixa habitació en el Grand Palais de París. El comentari de Vauxcelles va ser publicat el 17 d'octubre de 1905 en Gil Blas, un periódic de l'època, introduint-se d'aquesta manera el terme "fauvisme", que va tenir una molt bon acolliment per part del públic i els artistes d'aquest corrent van passar a denominar-se així. Es caracteritzen per la simplicitat aparent i els colors vibrants. El terme fauvisme potser va ser influenciat directament pel quadre de Rousseau, encara que Rousseau en si mateix no va ser un fovista.
Malgrat la seva simplicitat aparent, aquests quadres de selva van ser construïts meticulosament en capes, emprat un gran nombre de tons verds per capturar l'exuberància i la lozanía de la selva. Hastasu mort en 1910 i posteriorment, les seves obres van ser condemnats per la crítica, però va obtenir seguidors entre els seus contemporanis: Picasso, Matisse, i Toulouse-Lautrec van admirar les seves pintures.
Avui León famolenc està en la col·lecció de la Fundació Beyeler i s'exposa en la seva galeria en Riehen, prop de Basilea, a Suïssa.